# Ford Focus (Amèrica del Nord)
El Ford Focus és un cotxe de segment C fabricat per Ford Motor Company i venut a la majoria de mercats que Ford té a nivell mundial. Va ser presentat l'any 2000 als Estats Units per substituir el Ford Escort i el Ford Contour.
Les diferències entre el Focus nord-americà i el global eren merament estètiques (també el global te opció a equipar motors dièsel i el nord-americà no), fins al 2005 quan la versió del Focus global va estrenar una nova plataforma, la C1, que fan servir vehicles com el Mazda3 o el Volvo S40.

## Primera generació (2000-2007)

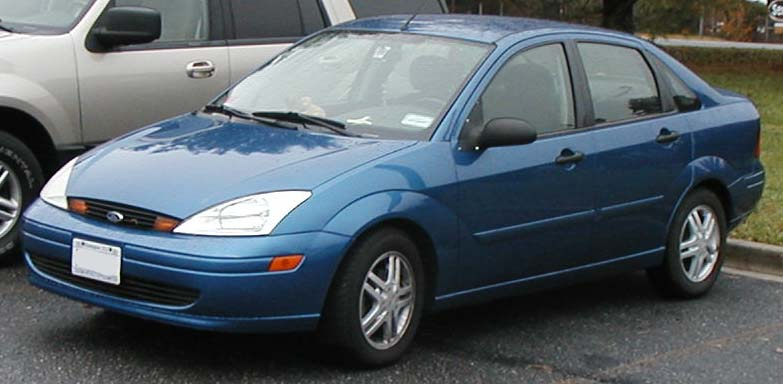
Ford Focus sedan del 2000-2004

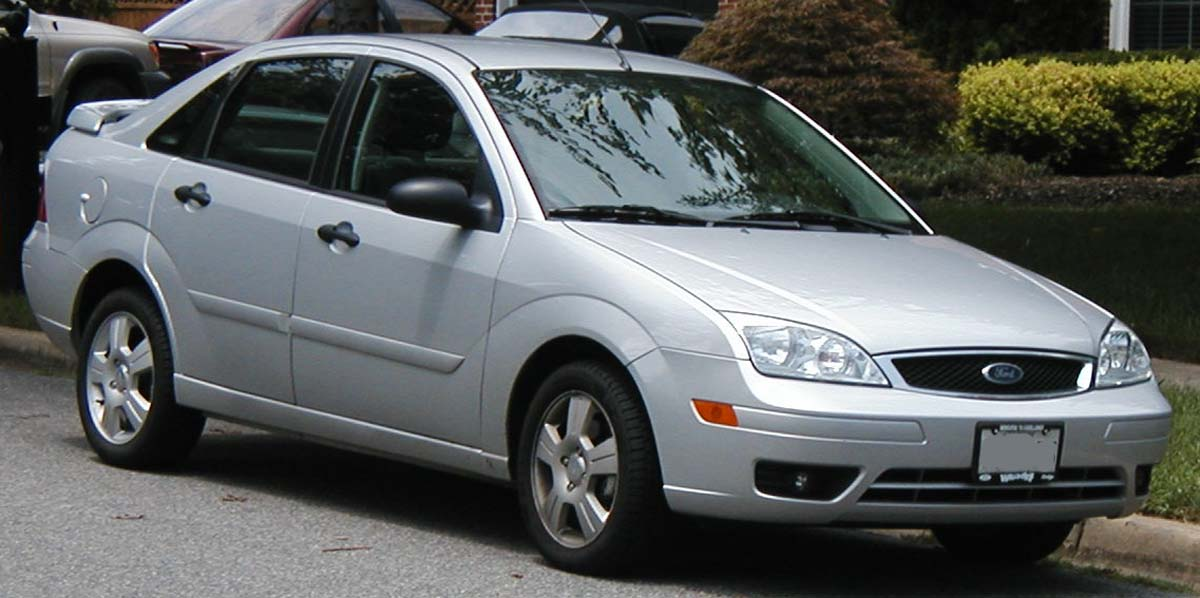
Ford Focus sedan del 2005-2007

Mides del Focus 2000-2004 (en parèntesi la versió 2005-2007)
D'esquerra a dreta: hatchback; sedan; familiar
- Batalla (Wheelbase): 2,616 m (2,613 m)
- Llargada (Length): 4,269 m (4,279 m); 4,442 m (4,450 m); 4,526 m (4,531 m)
- Amplada (Width): 1,699 m (1,694 m)
- Alçada (Height): 1,430 m (1,442 m); 1,430 m (1,442 m); 1,369 m (1,460 m)
- Capacitat del dipòsit: 53 l (14 galons EUA)

Construït sota el xassís Ford C170 en els seus inicis es va oferir en versió amb porta posterior de 3 portes, una sedan de 4 portes i una familiar de 5 portes. Posteriorment es presentarà la versió amb porta posterior de 5 portes. D'aspecte exterior s'assembla al Ford Focus global, però presenta algunes diferències estètiques (exemple):
- Para-xocs davanters i posteriors són més allargats i de disseny diferent al Europeu.
- La graella incorpora els direccionals.
- Les llums posteriors.
- A les aletes davanteres la versió europea incorpora llums diferencials.

Tot i així, l'aspecte exterior és idèntic (com va passar al Ford Mondeo i Ford Contour.
L'edició 2005 el Focus rep alguns retocs exteriors i interiors, així com nous motors, al mateix temps que el model europeu va rebre un nou model que comparteix el xassís del Mazda 3.

### Motors
| Any             | Motor                     | Potència | Torsió  |
| --------------- | ------------------------- | -------- | ------- |
| 2000-2004       | 2.0 L Motor CVH/SPI I4    | 110 cv   | 169 N·m |
| 2000-2004       | 2.0 L Motor Zetec I4      | 130 cv   | 183 N·m |
| 2003-2004       | 2.3 L Motor Duratec 23 I4 | 145 cv   | 202 N·m |
| 2005-actualitat | 2.0 L Motor Duratec 20 I4 | 136 cv   | 180 N·m |
| 2005-actualitat | 2.3 L Motor Duratec 23 I4 | 151 cv   | 208 N·m |

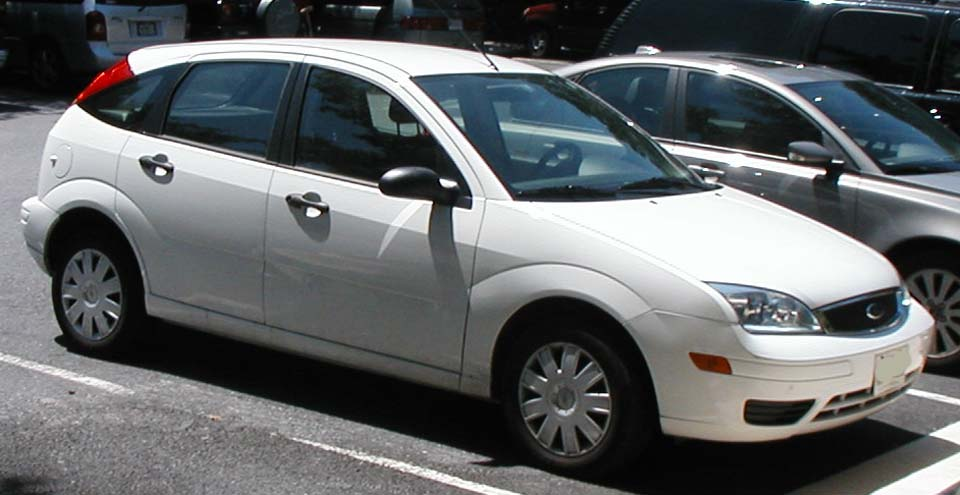
Ford Focus ZX5 del 2005-2007

Va existir un 2.0 Motor Zetec de 170 cv per al SVT Focus. De transmissions, el Ford Focus equipa:
- Manual de 5 velocitats: MTX-75 i IB5 (aquesta última pels equipats amb motor CVH/SPI).
- Manual de 6 velocitats Getrag per al SVT/ST170.
- Automàtica de 4 velocitats: 4F27E i F-4EAT per als equipats amb motor CVH/SPI[2]

### Mercat
La versió dels Estats Units va comercialitzar-se als Estats Units i al Canadà i a Mèxic. A diferència d'altres vehicles Ford venuts al mercat nord-americà, com el Pinto, Escort i Contour, no va haver-hi versions Mercury. Com a curiositat, l'actual Focus té la mateixa longitud del Ford Tempo del 1984-1987 (que també era un compact).
Rivals del Ford Focus són el Dodge Neon, Chevrolet Cavalier i Nissan Sentra.

## Segona generació (2008-)

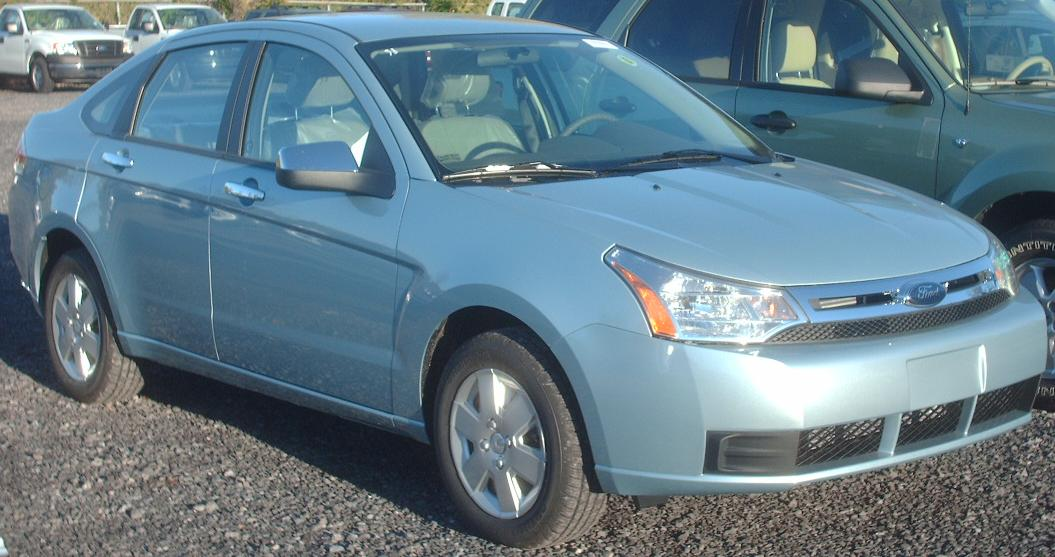
Ford Focus Sedan del 2008

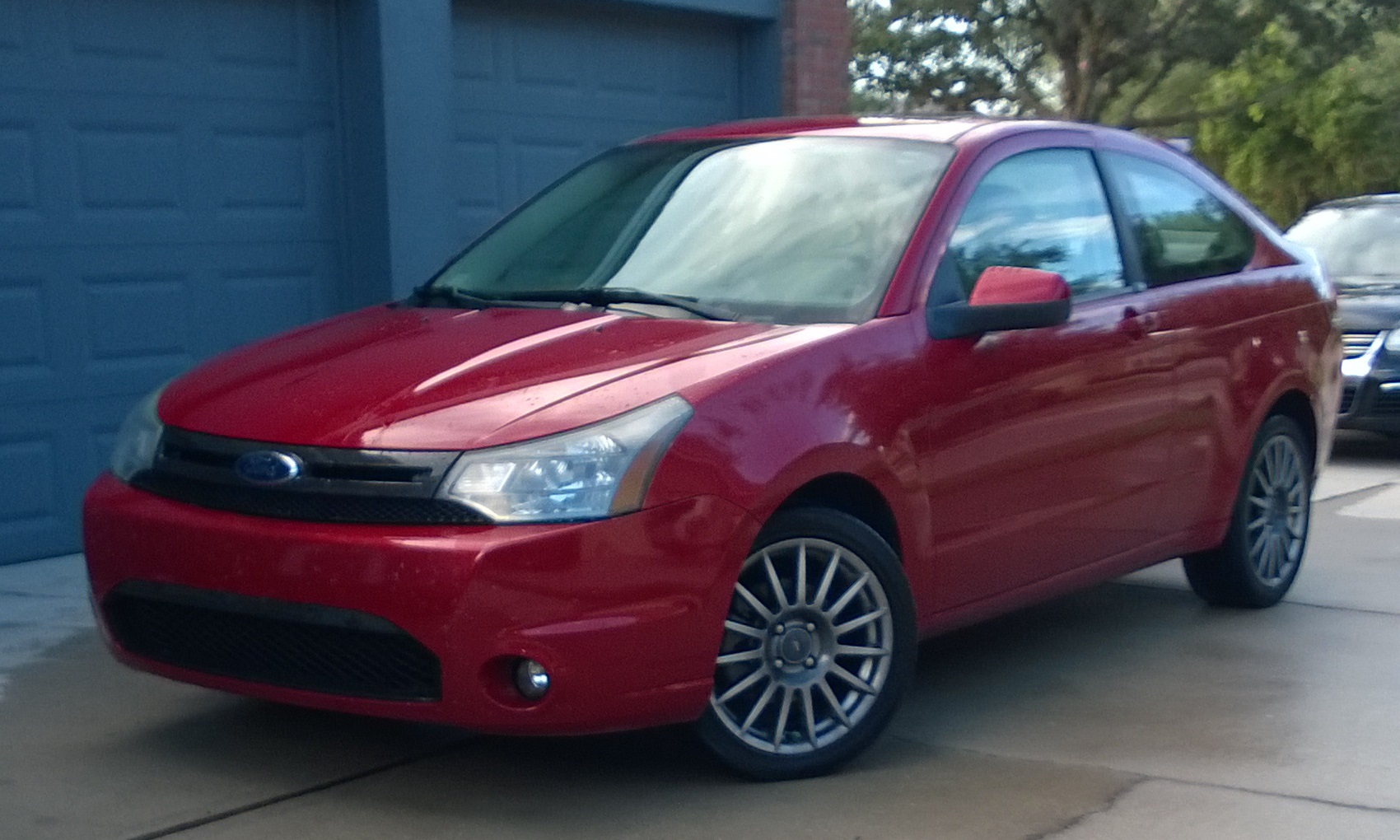
Ford Focus Coupe SES del 2009

Al North American International Auto Show de 2007 va presentar-se el model 2008 del Ford Focus. Destaca la graella, que és la mateixa que el Ford Fusion o el Ford Edge. Es presentarà amb una versió 2 portes coupé i una 4 portes sedan. Desapareixen les versions 3 i 5 portes hatchback i familiar. Els paquets d'equipament són 3: S, SE (major equipament) i SES (més esportiu i amb llantes de 16").
Dimensions del Focus
Batalla (Wheelbase): 2,614 m (102,9 in)
Llargada (Length): 4,446 m (175 in)
Amplada (Width): 1,722 m (67.8 in sedan); 1,725 m (67.9 in coupe)
Alçada (Height): 1,488 m (58.6 in)
Capacitat del dipòsit: 50 l (13 galons EUA)
Novetats que presenta Ford amb el Focus 2008 són un interior i exterior de nou disseny, i destaca la tecnologia Sync™ (kit de mans lliures integrat, MP3 amb connexió externa per a Ipod (MR), ràdio per satèl·lit SIRIUS. En matèria de seguretat, 6 airbags, sensor de pressió dels pneumàtics, sistema antibloqueig de rodes i TCS (aquest últim en opció).
La NHTSA ha atorgat 4 estrelles en el test de xoc frontal tant passatger com copilot amb el Focus de 4 portes; 5 estrelles en el test de xoc lateral pel passatger davanter i 4 estrelles pel posterior. En canvi, per la versió de 2 portes ha obtingut 5 estrelles tant conductor com passatger; 3 estrelles en el test de xoc lateral tant conductor davanter com posterior.
Mecànicament es presentarà amb 2 opcions mecàniques, totes de 4 cilindres en línia: 2.0L Motor Duratec 20 i 2.0L Motor Duratec 20E que qualifica el Focus com a PZEV (Partial Zero Emissions Vehicle). La potència d'aquest nou model passa dels 136 als 140 cv; degut al treball d'alleugeriment del vehicle en general, promet un consum en carretera de 35 mpg (14,88 km per litre).
El nou Focus es fabrica a Wayne (Michigan).

## Informació mediambiental
Ford ha venut des de 2003 90.000 unitats del Ford Focus PZEV. La certificació PZEV (Partial Zero Emission Vehicles) és una certificació administrativa usada a Califòrnia, Estats Units i significa que el cotxe ofereix una garantia de 15 anys o 150.000 milles en els components que controlen les emissions i tenen unes emissions un 90% inferiors a les d'un cotxe convencional. Per al 2007, el Focus PZEV equipa un motor 2.0L Duratec.
Ford ha presentat una versió del Focus que funciona a pila de combustible amb un motor hidrogen.